# Lophosia ocypterina
Lophosia ocypterina är en tvåvingeart som först beskrevs av Villeneuve 1927.  Lophosia ocypterina ingår i släktet Lophosia och familjen parasitflugor. Inga underarter finns listade i Catalogue of Life.